# Valami új (Így jártam anyátokkal)
 A Valami új az Így jártam anyátokkal című televízió-sorozat nyolcadik évadának huszonnegyedik, évadzáró epizódja. Eredetileg 2013. május 13-án vetítették, míg Magyarországon 2013. november 11-én.
Ebben az epizódban a banda minden tagja a közelgő esküvőre készülődik. Robin és Barney romantikus estéjét egy kiállhatatlan pár teszi tönkre. Ted megmutatja Lilynek a házának kész felújítását. Marshall Minnesotába megy Marvinnal, és közben váratlan hírt kap. Az epizód végén pedig maga az Anya is megmutatkozik.

## Cselekmény
Jövőbeli Ted elmeséli gyerekeinek, hogy 2013 tavaszára elkészült a lakásfelújítással. Barney és Robin az esküvői táncukat gyakorolták, Marshall és Lily pedig összepakoltak, hogy elindulhassanak Rómába.
Pakolás közben Lilyt felhívja Judy, az anyósa. Kiderül, hogy nem is tud róla, hogy Rómába mennek egy évre, azt csak most, a telefonbeszélgetés során tudta meg véletlenül, mert Marshall el sem akarta neki mondani, csak akkor, ha már pár hónapja ott élnek. Judy követeli, hogy hadd lássa legalább az unokáját, mielőtt elmennének. Marshall azt javasolja, hogy jöjjön el hozzájuk egy hétre, amit Lily ellenez. Ugyancsak ellenzi azt, hogy ők menjenek oda egy hétre, mert neki dolgoznia kell. Így aztán végül abban maradnak, hogy ő és Marvin Minnesotába mennek egy hétre. Míg ott vannak, Judy folyamatosan azzal "viccelődik", hogy nem engedi őket Rómába, ami frusztrálja Lilyt, mert úgy véli, hogy az anyósa majd lebeszéli őket az utazásról. Marshall megnyugtatja, hogy semmi ilyesmiről nincs szó. Alig teszi le Marshall a telefont, máris hívják. Mivel korábban bírói állásra jelentkezett, nyiltva áll számra a lehetőség, hogy most, hogy megüresedett egy hely, azonnal kezdjen. Marshall számos kérdést feltesz, de a lényeg ugyanaz: a kezdés nem halasztható el egy évvel, most rögtön bíró lesz és itt kell hozzá maradnia New Yorkba.
Ted elárulja Lilynek, hogy elkészült a házfelújítással. Kiutaznak Westchesterbe, ahol Lily elámul, milyen jó munkát végzett Ted, és majd mennyire fog tetszeni a ház a leendő gyerekeinek. Ám ekkor meglát egy táblát, miszerint a ház eladó. Ted bevallja neki, hogy eladja a házat, mert Chicagóba költözik. Ennek az az oka, hogy kereste mindenhol a városban a Nagy Őt, de nem találta meg, és hátha Chicagóban van. Lily megpróbálja meggyőzni, hogy élete szerelme mégis itt van New Yorkban. Megkérdezi, mikor indul, és Ted elmondja, hogy rögtön az esküvő után. Lily rájön, hogy Ted nem azért költözik el New Yorkból, mert nincs itt élete szerelme, hanem mert attól tart, hogy itt van, és a hétvégén hozzámegy Barneyhoz. Lily megkérdezi, hogy történt-e köztük mostanában valami, és Ted bevallja, hogy segített Robinnak keresni a medált, ami végül nem volt a dobozban, aztán egymás kezét fogták az esőben. Ted azt mondja, bármit megtenne azért, hogy meglegyen az a medál. Lilynek eszébe jut, hogy tudja, hogy hol van, és felidéz egy pár évvel azelőtti történetet. Ted éppen akkor készült elvenni Stellát, Robin pedig részegen kiborult és közölte Lilyvel, hogy ő meg Japánba megy, hogy távol maradjon tőlük. Ezután magával viszi Lilyt a Central Parkba és részegen kiássa a medált. Azt mondja Lilynek, hogy ezt akarta viselni, mint valami régit, amikor Ted elveszi feleségül, de mivel az a hajó már elment, ezért magával viszi Japánba. Hogy biztonságban legyen, egy versenyautó formájú ceruzatartóba helyezik. Ted rájön, hogy a doboz mindvégig ott volt az asztalán, Robin nem vitte magával Japánba. Ted teljesen extázisba esik és arról fantáziál, milyen nagyszerű nászajándék lesz, de Lily azt mondja neki, legyen óvatos.
Mivel végeztek az esküvői előkészületekkel, Barney és Robin abba az étterembe mennek megünnepelni, ahol először voltak együtt. Barney lefoglalta a kedvenc asztalukat és még a kedvenc szivarjukból is hozott kettőt. Csakhogy a mellettük ülő, kiállhatatlan pár határozottan megkéri őket, hogy tegyék el a szivart, mert még úgy is zavarja őket, hogy nem szívják. Máris ősellenségnek tekintik őket, és akkor csak még jobban, amikor a páros férfi tagja arra hivatkozással, hogy klausztrofóbiás, lenyúlja az asztalukat. Elhatározzák, hogy bosszúból elérik, hogy szakítsanak. Robin egy régi trükköt vet be, amikor jegygyűrűt csempész a pezsgőjükbe, és ez tényleg sikerrel jár: a nő nagyon örül, de a férfi azt mondja, hogy hét év után sem áll készen az elköteleződésre. Az étterem előtt a szivarra rágyújtva ünnepelték meg a sikert, mire odamegy hozzájuk a pár. Közlik velük, hogy ahelyett hogy szakítottak volna, végül mégis eljegyezték egymást. Barney és Robin elámulnak azon, milyen sikert értek el.
Péntek délelőtt 10 óra van, 56 órával járunk az esküvő előtt. Mindenki Farhamptonba indul, ahol az esküvő lesz. Ted egy becsomagolt ajándékdobozt vesz magához, majd vet egy utolsó pillantást a lakására. Lily felhívja Marshallt, és lelkesedik, hogy egy hét múlva Rómában lesznek. Marshall még mindig nem mondta el Lilynek, hogy elfogadta az állást, mert úgy véli, ezt szemtől szembe kell megmondani. Lily és Ted egy kocsival indulnak el, ahogy Barney és Robin is a Ranjit által vezetett limuzinnal. Lily megkérdezi Tedet, hogy mikor fog visszajönni, és Ted azt mondja, rögtön az esküvő után éjszaka, és valószínűleg vonattal. Eközben a nézők először láthatják az Anyát, aki egy vasútállomáson jelenik meg, kezében a basszusgitárral és a sárga esernyővel, és Farhamptonig kér egy jegyet.

## Kontinuitás
- Ted "A házbontás" című részben vette meg a lakást, és az "Apu, a fergeteges" című epizódban kezdte el felújítani.
- A pezsgősüvegbe rejtett jegygyűrű trükkje látható volt a "Valami kék" és a "Rossz passzban" című részekben is.
- Marshall ismét bedől Marcus vicceinek.
- Robin azt javasolja bosszúból, hogy karcolják össze a kocsijukat. Kevin "A Stinson-rakétaválság" című epizódban elmondta, hogy bosszúból ő is csinált már ilyet.
- Marshall a "12 tüzes asszony" című epizódban jelentkezett bírói állásra.
- Lily a becenevén, Teddy Westside-nak szólítja Tedet.
- Ted házában Lily és Ted Randy sörét isszák.
- Lily ismét a "Hol a kaki?" frázist használja.
- Az Anya ugyanabban az öltözékben látható, amiben a "Farhampton" című epizódban láthattuk.
- Ez az első epizód a sorozat történetében, ahol az Anya arccal is megjelenik, kezében pedig az ikonikus sárga esernyő látható.
- A versenyautós ceruzatartó a 2030-ban játszódó jelenetekben látható a gyerekek háta mögött a falon, továbbá a "Lotyós tök" című részben is ott van a háttérben.
- A szendvicsekért verekedő csövesek a "Nem sürgetlek" című részben kerültek említésre. Az első szivart Robin és Barney pedig a "Hűha, nadrágot le" című részben szívták el.

## Jövőbeli visszautalások
- Az epizód utolsó felében megmutatják a pontos időt és azt, hogy hány óra van hátra az esküvőig. A kilencedik évad mindegyik részében hasonlóan kerül leírásra a pontos idő.
- Marshall végül a "Ne kérdezz semmit!" című részben mondja el, hogy elfogadta az állást.
- Ted Chicagóba költözése a kilencedik évad egyik fontos motívuma. A "Barátos" és a "Napfelkelte" című részek alapján ismét Hammond Druthers-szel fog dolgozni.
- A "Margaréta" című rész alapján Judy mégis Marshallékkal tart Rómába.
- Lily eleinte szomorúnak tűnik, hogy Marvint elviszik tőle, de aztán örömujjongásban tör ki és bulizni akar. A "Feltámadás" című epizód előretekintésében hasonlóan reagál, amikor Marvin végre egyetemre megy.

## Érdekességek
- Végül nem kerül megmagyarázásra, hohyan szerezte vissza Robin a pezsgőspohárba ejtett gyűrűjét.
- A stáblista alapján Cristin Milioti nem mint az Anya, és nem mint Tracy McConnell látható, hanem mint "a lány a sárga esernyővel". A forgatócsoportot leszámítva senki nem volt beavatva, egészen a végéig abba, hogy ki is az Anya, abban a jelenetben.
- A "Valami régi" című epizódban Robin rengeteg lyukat ásott, és akkor is nagy nehezen találta meg a medál dobozát. A részeges visszatekintéskor azonban láthatjuk, hogy egyetlen lyuk ásása is elegendő volt ahhoz, hogy megtalálja.
- Az Anya leleplezéséből kisebb botrány alakult ki a Facebook-on, ugyanis a CBS azelőtt hozta le a fotót róla, hogy többen megnézték volna az epizódot, így számulra idő előtti volt a felfedezés.
- A kiállhatatlan páros férfi tagját játszó Keegan-Michael Key a főszereplője a Netflix 2017-es "Friends From College" című sorozatának, Ebben a sorozatban játszik Cobie Smulders is, továbbá szerepel benne Jae Suh Park, aki "A húúúú-lányok" című részben játszotta Crystalt, illetve egy epizódban vendégszereplő volt a Mickey Aldrint alakító Chris Elliott is.

## Vendégszereplők
- Casey Wilson – Krirsten
- Keegan-Michael Key – Calvin
- Marshall Manesh – Ranjit
- Ned Rolsma – Marcus Eriksen
- Joe Nieves – Carl
- Suzie Plakson – Judy Eriksen
- Brian Huskey – Rand
- Cherub Moore – Hostess
- Cristin Milioti – az Anya (a stáblistán mint "lány a sárga esernyővel")

## Zene
- The Shins – Simple Song

## Fordítás
Ez a szócikk részben vagy egészben  a   Something New (How I Met Your Mother) című angol Wikipédia-szócikk ezen változatának fordításán alapul.  Az eredeti cikk szerkesztőit annak laptörténete sorolja fel. Ez a jelzés csupán a megfogalmazás eredetét és a szerzői jogokat jelzi, nem szolgál a cikkben szereplő információk forrásmegjelöléseként.